# Парца (Анаевское сельское поселение)
Парца — посёлок в Зубово-Полянском районе Мордовии России. Входит в состав Анаевского сельского поселения.

## История
Основан в 1922 году переселенцами из села Вадовские Селищи. В 1931 году состоял из 36 дворов

## Население
| 2002 | 2010 |
| ---- | ---- |
| 1    | ↘0   |

## Национальный состав
Согласно результатам Всероссийской переписи населения 2002 года, в национальной структуре населения мордва-мокша составляли 100 %.